# 杰雷米·阿利亚迭雷
杰雷米·阿利亚迭雷（法語：Jérémie Aliadière，1983年3月30日—），出生於法國朗布依埃，是一名职业足球运动员，司職前鋒。

## 生平

### 阿仙奴
艾利亞迪里早在1999－2000年賽季前已簽約阿仙奴，一直被認為是王牌人物亨利的接班人 。不過由於球會長時間都以亨利掛帥，艾利亞迪里的職業生涯，一直都在養傷和當後備中度過。他第一場勝仗是在2001－02年球季，乃對戰富咸贏4-1一場，當時入替亨利；而他首個聯賽入球，則是在2002－03年球季大勝西布朗5-2一場，時為2002年8月27日。
2003－04年球季升上球會一隊，連同7場後備入替，已上陣10場。不過到了翌季初他不幸受傷，一直休息至2月。之後，他上陣了6場賽事，只是沒有入球；不過他卻為青年軍上陣5場時已射入8球。
儘管他上陣次數少，他仍於2005年與阿仙奴續約至2009年。他也擁有青年足總盃最多入球紀錄。前法國教練卡拉利科坦尼（Clairefontaine）說；「以往10年最佳的法國前鋒，分別是亨利、安歷卡及艾利亞迪里，都是曾效力阿仙奴。」在2003－04年球季，艾利亞迪里奪得聯賽盃最佳青年球員。

### 外借到些路迪、韋斯咸和狼隊
由於在阿仙奴上陣機會少，自2005－06年球季，他已被外借至些路迪，但失敗告終──艾利阿迪里只上陣2場，全皆後備上陣。2005年8月24日被轉借到韋斯咸，可是只上陣8場便告受傷，而當中7場更是後補入替。2006年1月31日，他再轉至狼隊，至季尾才重返阿仙奴。
2006－07年球季，艾利亞迪里雖然留在阿仙奴，但上陣次數依然如故。他主要出戰英格蘭聯賽盃，如在2006年10月24日擊敗西布朗2-0一役中，包辦兩個入球；2007年1月9日八強戰對利物浦贏6-3時射入一球；四強對熱刺，在加時上半場射入一球領先2-1。在本賽季，他為阿仙奴踢了4場賽事；包括在2007年1月9日，是他第37場在阿仙奴的賽事（25場是後補上陣），射入8球（全是聯賽盃）。在1月轉會市場重開時，雲加准許他離隊，但另一射手雲佩斯卻斷腳，所以他說會留隊。在雲佩斯受傷之前，米杜士堡當時有意買下艾利亞迪里，但他拒絕了。

### 米杜士堡
2007年6月19日正式轉會至米杜士堡，起始轉會費為200萬英磅。並於同年10月對曼聯一役當中射入其轉會後首個英超聯入球。效力球隊三年期間飽受傷患困擾，僅獲上陣86場及射入12球，於2010年夏季約滿後離隊。
離隊後艾利亞迪里跟隨操練，但在一場對水晶宮的預備隊賽事中觸傷膝蓋十字韌帶，加盟韋斯咸的交易隨即拉倒，艾利亞迪里向英格蘭職業足球運動員協會求助，獲答覆韋斯咸只需負責醫療費用，沒有球會收留的艾利亞迪里獲舊球會米杜士堡答允提供設備供其復康使用。

## 榮譽
| 比賽名稱   | 奪獎年份   |
| 足总青年杯 | 2000、2001 |
| 英超聯賽   | 2004       |
| 社區盾     | 2004       |
| 聯賽盃亞軍 | 2007       |

## 其他資料
- 艾利亞迪里是巴黎聖日耳門的擁躉。
- 他是第2個在阿仙奴的後補席位最多次數的球員（第1是龍格堡）

## 外部連結
- soccerbase.com提供的個人資料
- 阿仙奴官網提供的個人資料 （页面存档备份，存于）
- FootyMania.com提供的個人資料
- yahoo!提供的個人資料
- Soccernet.com提供的個人資料 （页面存档备份，存于）
- Sporting-Heroes.net提供的個人資料 （页面存档备份，存于）
- 英超賽會提供的個人資料 （页面存档备份，存于）